# Discografia di Caparezza
La discografia di Caparezza, rapper e cantautore italiano, è costituita da otto album in studio, due dal vivo, due raccolte, oltre quaranta singoli e oltre settanta video musicali, pubblicati tra il 2000 e il 2022.
In essa vengono inoltre conteggiate le sue pubblicazioni attraverso lo pseudonimo Mikimix, con il quale ha pubblicato due album tra il 1996 e il 1998.

## Album

### Album in studio
| Anno                                                                          | Titolo | Classifiche | Classifiche | Certificazioni     |
| Anno                                                                          | Titolo | ITA         | SWI         | Certificazioni     |
| ----------------------------------------------------------------------------- | --- | ----------- | ----------- | ------------------ |
| 1996                                                                          | Tengo duro - Pubblicato: 1996 - Etichetta: Sony - Formati: CD, MC                                                                  | —           | —           |                    |
| 1997                                                                          | La mia buona stella - Pubblicato: 1997 - Etichetta: Sony - Formati: CD                                                             | —           | —           |                    |
| 2000                                                                          | ?! - Pubblicato: 26 maggio 2000 - Etichetta: Extra - Formati: CD, 2 LP, download digitale, streaming                               | —           | —           |                    |
| 2003                                                                          | Verità supposte - Pubblicato: 13 giugno 2003 - Etichetta: Extra, Labels - Formati: CD, 2 LP, download digitale, streaming          | 5           | —           | - ITA: Platino     |
| 2006                                                                          | Habemus Capa - Pubblicato: 24 marzo 2006 - Etichetta: EMI - Formati: CD, 2 LP, download digitale, streaming                        | 5           | —           | - ITA: Oro         |
| 2008                                                                          | Le dimensioni del mio caos - Pubblicato: 11 aprile 2008 - Etichetta: EMI - Formati: CD, CD+DVD, 2 LP, download digitale, streaming | 3           | —           | - ITA: Platino     |
| 2011                                                                          | Il sogno eretico - Pubblicato: 1º marzo 2011 - Etichetta: Universal - Formati: CD, 2 LP, download digitale, streaming              | 2           | —           | - ITA: Platino     |
| 2014                                                                          | Museica - Pubblicato: 22 aprile 2014 - Etichetta: Universal - Formati: CD, 2 LP, download digitale, streaming                      | 1           | 78          | - ITA: Platino (2) |
| 2017                                                                          | Prisoner 709 - Pubblicato: 15 settembre 2017 - Etichetta: Universal - Formati: CD, 2 LP+CD, download digitale, streaming           | 1           | 41          | - ITA: Platino (2) |
| 2021                                                                          | Exuvia - Pubblicato: 7 maggio 2021 - Etichetta: Polydor - Formati: CD, 2 LP, download digitale, streaming                          | 1           | 32          | - ITA: Platino     |
| "—" indica una pubblicazione non classificata o non pubblicata in quel paese. | |             |             |                    |

### Album dal vivo
| Anno | Titolo |
| ---- | --- |
| 2012 | Esecuzione pubblica - Pubblicato: 31 gennaio 2012 - Etichetta: Universal - Formati: CD+DVD, download digitale, streaming  |
| 2018 | Prisoner 709 Live - Pubblicato: 7 settembre 2018 - Etichetta: Universal - Formati: 2 CD+DVD, download digitale, streaming |

### Raccolte
| Anno | Titolo | Classifiche |
| Anno | Titolo | ITA         |
| ---- | --- | ----------- |
| 2011 | Epocalisse: Capalogia da ?! al caos - Pubblicato: 25 febbraio 2011 - Etichetta: EMI - Formati: CD, download digitale, streaming | 22          |
| 2012 | Essential - Pubblicato: 2012 - Etichetta: EMI - Formati: CD, download digitale, streaming                                       | 22          |

## Singoli

### Come artista principale
| Anno | Titolo                                                | Classifiche | Classifiche | Classifiche | Certificazioni     | Album di provenienza       |
| Anno | Titolo                                                | ITA         | FRA         | SVE         | Certificazioni     | Album di provenienza       |
| ---- | ----------------------------------------------------- | ----------- | ----------- | ----------- | ------------------ | -------------------------- |
| 1997 | E la notte se ne va                                   | —           | 19          | 34          |                    | La mia buona stella        |
| 1997 | Geronimo (con Angie)                                  | —           | —           | —           |                    | /                          |
| 1998 | La mia buona stella                                   | —           | —           | —           |                    | La mia buona stella        |
| 1998 | Vorrei che questo fosse il paradiso                   | —           | —           | —           |                    | /                          |
| 2000 | Tutto ciò che c'è                                     | —           | —           | —           |                    | ?!                         |
| 2000 | La fitta sassaiola dell'ingiuria                      | —           | —           | —           |                    | ?!                         |
| 2001 | Chi c*zzo me lo fa fare                               | —           | —           | —           |                    | ?!                         |
| 2001 | La gente originale                                    | —           | —           | —           |                    | ?!                         |
| 2003 | Follie preferenziali                                  | —           | —           | —           |                    | Verità supposte            |
| 2003 | Il secondo secondo me                                 | —           | —           | —           |                    | Verità supposte            |
| 2003 | Fuori dal tunnel                                      | 3           | —           | —           | - ITA: Oro         | Verità supposte            |
| 2004 | Vengo dalla Luna                                      | 12          | —           | —           | - ITA: Platino     | Verità supposte            |
| 2004 | Giuda me                                              | —           | —           | —           |                    | Verità supposte            |
| 2004 | Jodellavitanonhocapitouncazzo                         | —           | —           | —           |                    | Verità supposte            |
| 2006 | La mia parte intollerante (con Gennaro Cosmo Parlato) | 16          | —           | —           |                    | Habemus Capa               |
| 2006 | Torna Catalessi                                       | —           | —           | —           |                    | Habemus Capa               |
| 2006 | Dalla parte del toro                                  | —           | —           | —           |                    | Habemus Capa               |
| 2008 | Eroe (storia di Luigi delle Bicocche)                 | 10          | —           | —           |                    | Le dimensioni del mio caos |
| 2008 | Vieni a ballare in Puglia (con Al Bano)               | 19          | —           | —           | - ITA: Platino     | Le dimensioni del mio caos |
| 2008 | Abiura di me                                          | —           | —           | —           |                    | Le dimensioni del mio caos |
| 2009 | Io diventerò qualcuno                                 | —           | —           | —           |                    | Le dimensioni del mio caos |
| 2009 | Cacca nello spazio                                    | —           | —           | —           |                    | Le dimensioni del mio caos |
| 2011 | Goodbye Malinconia (con Tony Hadley)                  | 15          | —           | —           | - ITA: Oro         | Il sogno eretico           |
| 2011 | Chi se ne frega della musica                          | 65          | —           | —           |                    | Il sogno eretico           |
| 2011 | Legalize the Premier (con Alborosie)                  | 34          | —           | —           | - ITA: Oro         | Il sogno eretico           |
| 2011 | La fine di Gaia                                       | 99          | —           | —           |                    | Il sogno eretico           |
| 2012 | Kevin Spacey                                          | —           | —           | —           |                    | Il sogno eretico           |
| 2014 | Non me lo posso permettere                            | 32          | —           | —           | - ITA: Platino     | Museica                    |
| 2014 | È tardi (con Michael Franti)                          | —           | —           | —           |                    | Museica                    |
| 2014 | China Town                                            | —           | —           | —           | - ITA: Oro         | Museica                    |
| 2014 | Avrai ragione tu (ritratto)                           | —           | —           | —           | - ITA: Oro         | Museica                    |
| 2015 | Mica van Gogh                                         | —           | —           | —           | - ITA: Oro         | Museica                    |
| 2017 | Prisoner 709                                          | —           | —           | —           |                    | Prisoner 709               |
| 2017 | Ti fa stare bene                                      | 15          | —           | —           | - ITA: Platino (2) | Prisoner 709               |
| 2018 | Una chiave                                            | 61          | —           | —           | - ITA: Oro         | Prisoner 709               |
| 2018 | Larsen                                                | 97          | —           | —           |                    | Prisoner 709               |
| 2018 | Confusianesimo                                        | 83          | —           | —           |                    | Prisoner 709               |
| 2021 | Exuvia                                                | —           | —           | —           |                    | Exuvia                     |
| 2021 | La scelta                                             | 66          | —           | —           | - ITA: Oro         | Exuvia                     |
| 2021 | El sendero (feat. Mishel Domenssain)                  | —           | —           | —           | - ITA: Oro         | Exuvia                     |
| 2022 | Come Pripyat                                          | —           | —           | —           |                    | Exuvia                     |

### Come artista ospite
| Anno | Titolo                                                                       | Album di provenienza |
| ---- | ---------------------------------------------------------------------------- | -------------------- |
| 2012 | Solo col mic (Big Fish feat. Caparezza)                                      | Niente di personale  |
| 2016 | La guerra del sale (Daniele Silvestri feat. Caparezza)                       | Acrobati             |
| 2017 | Ci vuole molto coraggio (Ex-Otago feat. Caparezza)                           | Marassi              |
| 2018 | Il male minore ('A67 feat. Caparezza)                                        | /                    |
| 2022 | Storia di un imprecato (Bonnot feat. Caparezza, Paolo Fresu e Tino Tracanna) | Intergalactic Arena  |

## Altri brani entrati in classifica
| Anno | Titolo                                               | Classifiche | Album di provenienza |
| Anno | Titolo                                               | ITA         | Album di provenienza |
| ---- | ---------------------------------------------------- | ----------- | -------------------- |
| 2017 | Prosopagnosia (con John De Leo)                      | 64          | Prisoner 709         |
| 2017 | Prisoner 709                                         | 50          | Prisoner 709         |
| 2017 | La caduta di Atlante                                 | 79          | Prisoner 709         |
| 2017 | Forever Jung (con DMC)                               | 100         | Prisoner 709         |
| 2017 | Migliora la tua memoria con un click (con Max Gazzè) | 71          | Prisoner 709         |
| 2017 | Il testo che avrei voluto scrivere                   | 94          | Prisoner 709         |
| 2021 | Campione dei novanta                                 | 88          | Exuvia               |

## Videografia

### Album video
| Anno | Titolo                                                                             |
| ---- | ---------------------------------------------------------------------------------- |
| 2005 | In supposta veritas - Pubblicato: 2005 - Etichetta: EMI - Formati: DVD             |
| 2016 | Museica Tour - Pubblicato: 23 dicembre 2016 - Etichetta: Musicfirst - Formati: DVD |

### Video musicali
| Anno | Titolo                                    | Regista/i                          |
| ---- | ----------------------------------------- | ---------------------------------- |
| 1997 | E la notte se ne va (come MikiMix)        |                                    |
| 2000 | Tutto ciò che c'è                         | Francesco Cabras, Alberto Molinari |
| 2000 | La fitta sassaiola dell'ingiuria          | Francesco Cabras, Alberto Molinari |
| 2003 | Il secondo secondo me                     | Riccardo Struchil                  |
| 2003 | Fuori dal tunnel                          | Riccardo Struchil                  |
| 2004 | Vengo dalla Luna                          | Riccardo Struchil                  |
| 2004 | Jodellavitanonhocapitouncazzo             | Marco Pavone                       |
| 2004 | Follie preferenziali                      |                                    |
| 2005 | Limiti                                    | Vertigo Imaging                    |
| 2006 | La mia parte intollerante                 | Francesco Cabras, Alberto Molinari |
| 2006 | Torna Catalessi                           | Luca Merli                         |
| 2006 | Dalla parte del toro                      | Riccardo Struchil                  |
| 2006 | The Auditels Family                       | Marco Pavone                       |
| 2008 | Eroe (storia di Luigi delle Bicocche)     | Riccardo Struchil                  |
| 2008 | Vieni a ballare in Puglia (feat. Al Bano) | Riccardo Struchil                  |
| 2008 | Abiura di me                              | Bonsaininja Studio                 |
| 2009 | Io diventerò qualcuno                     | Enzo Piglionica                    |
| 2009 | Cacca nello spazio                        | Stefano Bertelli                   |
| 2011 | Goodbye Malinconia (feat. Tony Hadley)    | Riccardo Struchil                  |
| 2011 | Ti sorrido mentre affogo                  | Enrico Qualizza                    |
| 2011 | Chi se ne frega della musica              | Riccardo Struchil                  |
| 2011 | Legalize the Premier (feat. Alborosie)    | Roberto Tafuro                     |
| 2011 | La fine di Gaia                           | Gianluca "Calu" Montesano          |
| 2012 | Sono il tuo sogno eretico                 | Gianluca "Calu" Montesano          |
| 2012 | Kevin Spacey                              | Gianluca "Calu" Montesano          |
| 2012 | La ghigliottina                           | Fernando Luceri                    |
| 2014 | Cover                                     | Gianluca "Calu" Montesano          |
| 2014 | Non me lo posso permettere                | Gianluca "Calu" Montesano          |
| 2014 | È tardi                                   | Gianluca "Calu" Montesano          |
| 2014 | Teste di Modì                             | Fernando Luceri                    |
| 2014 | China Town                                | Jacopo Rondinelli                  |
| 2014 | Avrai ragione tu (ritratto)               | Roberto Tafuro                     |
| 2015 | Mica van Gogh                             | Claudio Daloiso, Albert D'Andrea   |
| 2015 | Canzone all'entrata & Canzone all'uscita  | Roberto Tafuro, Xavier Decompostés |
| 2015 | Troppo politico                           | I Red Produzioni                   |
| 2015 | Argenti vive                              | Roberto Tafuro                     |
| 2015 | Compro horror                             | Alex Bufalo                        |
| 2017 | Prisoner 709                              | YouNuts!                           |
| 2017 | Ti fa stare bene                          | Fabrizio Conte                     |
| 2018 | Una chiave                                | Gianluca "Calu" Montesano          |
| 2018 | Larsen                                    | Fabrizio Conte                     |
| 2018 | Confusianesimo                            | Fernando Luceri                    |
| 2018 | Prosopagnosia                             | Claudio Daloiso, Albert D'Andrea   |
| 2021 | Exuvia                                    | Fabrizio Conte                     |
| 2021 | La scelta                                 | Fabrizio Conte                     |
| 2021 | Campione dei novanta                      | Walter Petroni                     |
| 2021 | El sendero (feat. Mishel Domenssain)      | Jacopo Rondinelli                  |
| 2022 | Come Pripyat                              | Fabrizio Conte                     |
| 2022 | La certa                                  | Albert D'Andrea                    |

#### Partecipazioni in videoclip di altri artisti
| Anno | Titolo                             | Artista                                       | Regista/i                           |
| ---- | ---------------------------------- | --------------------------------------------- | ----------------------------------- |
| 2006 | Facce                              | Bisca feat. Caparezza                         | Francesco Buccheri, Tony Pignatelli |
| 2007 | Picciotti della benavita           | Antianti feat. Diegone e Caparezza            | Bonsaininja Studio                  |
| 2007 | Troppo avanti                      | Piotta feat. Caparezza                        | Simona Lianza                       |
| 2009 | Lastrico                           | Modaxì feat. Caparezza                        | Dario Di Mella                      |
| 2009 | Domani                             | Artisti Uniti per l'Abruzzo                   | Ambrogio Lo Giudice                 |
| 2009 | Nell'acqua                         | Rezophonic feat. Roy Paci e Caparezza         | Saverio Luzzo                       |
| 2010 | Arbeit macht frei                  | Paolo Zanardi feat. Antonio Rezza e Caparezza | Peppe Toia                          |
| 2010 | Gli arbitri ti picchiano           | Pino Scotto feat. Caparezza                   | Roberto "Saku" Cinardi              |
| 2011 | Normale                            | Madrac feat. Caparezza                        | Nicola De Prato                     |
| 2011 | Non comprare i libri all'autogrill | U_Led feat. Caparezza                         | Luchè                               |
| 2011 | L'appapparenza                     | U' Papun feat. Caparezza                      | Enzo Piglionica                     |
| 2012 | Tarantelle pe' campà               | 99 Posse feat. Caparezza                      | Francesco Ebbasta                   |
| 2012 | Onorata società                    | 2C (Chef + Cosmo) feat. Caparezza             | Raffaele Iacovone                   |
| 2012 | Capra                              | Two Fingerz feat. Caparezza                   | Flavio Caruso                       |
| 2012 | Cuore d'oceano                     | Il Teatro degli Orrori feat. Caparezza        | Chiara Feriani, Roberto D'Ippolito  |
| 2012 | Santo Stefano                      | Diego Perrone feat. Caparezza                 | Ottopiùotto                         |
| 2013 | Megaparty                          | Combass feat. Caparezza                       | Roberto Tafuro                      |
| 2014 | Fore c'a capa                      | Lucariello feat. Caparezza                    | Sfiamma Production                  |
| 2014 | È una sfida                        | Fonokit feat. Caparezza                       | Gianni De Blasi                     |
| 2015 | Il mondo                           | Mad Dopa feat. Caparezza                      | Angelo Cascione, Antonio Corallo    |
| 2016 | La guerra del sale                 | Daniele Silvestri feat. Caparezza             | Fernando Luceri                     |
| 2016 | Stonato                            | Manu PHL feat. Caparezza                      | Emanuele Flandoli                   |
| 2017 | Qui non c'è il mare                | Statuto feat. Caparezza                       | Alex Del Bufalo                     |
| 2017 | Fallo tu                           | Call2Play feat. Caparezza                     | Luca Joe Cucci                      |
| 2017 | Ci vuole molto coraggio            | Ex-Otago feat. Caparezza                      | Serena Gargani                      |
| 2018 | Il male minore                     | 'A67 feat. Caparezza                          | Cosimo Alemà                        |